# Últimos días de la víctima
Últimos días de la víctima é um filme de drama argentino de 1982 dirigido por Adolfo Aristarain, coautor do roteiro com José Pablo Feinmann. Foi selecionado como representante da Argentina à edição do Oscar , organizada pela Academia de Artes e Ciências Cinematográficas.

## Elenco
- Federico Luppi - Raúl Mendizábal
- Soledad Silveyra - Cecilia Ravenna
- Ulises Dumont - Gato Funes
- Julio De Grazia - Carlos Ravenna
- Arturo Maly - Rodolfo Külpe
- Elena Tasisto - Laura Ramos de Külpe
- Enrique Liporace - Peña
- China Zorrilla - Beba
- Mónica Galán - Vienna
- Carlos Ferreiro - Ferrari